# Рупі Каур
Рупі Каур (нар. 4 жовтня 1992, Пенджаб) — індуска за походженням, молода, але всесвітньо відома письменниця. Вона подорожує з театральними перфомансами, а також проводить письменницькі семінари.

## Життєпис
Рупі Каур народилася 5 жовтня 1992 р. в м. Пенжаб, Індія. Її сім'я емігрувала в Торонто, коли дівчинці було 4 роки.

## Творчість
Після багатьох відмовлень у друкуванні, вона сама зверстала й надрукувала поетичний збірник «Milk and honey», який став світовим бестселером. Її фотографії й графічні роботи виставляються в галереях по всьому світу.
Її вірші не мають рими, але влучають у саме серце. Її ілюстрації символічні, але накаляють почуття. Її книгу ніхто не хотів публікувати, але вона стала світовим бестселером.

## Збірки
Ліричні збірки Рупі Каур — це відверта, хоробра й чуттєва поезія, яка захоплює з перших сторінок. Кожен може знайти в цих коротких, емоційно насичених й пронизливих історіях щось із власного життя. Розповідаючи про трагедії дитинства, нещасливе кохання і болю своїх втрат, Рупі Каур занурює читача в протиставне відчуття прекрасного суму, підтверджуючи заяву: «Пройти крізь гіркі моменти життя, щоб відкрити в них солодке, адже воно є у всьому».
Переклади віршів публікуються разом з оригінальними текстами англійською мовою.
Довгоочікувана друга книга Рупі Каур, авторки бестселера «Milk and honey», перекладено на 39 мов і продано тиражем у 3 млн екземплярів. The Sun and Her Flowers — збірник білих віршів про ріст і зцілення, походження й поваги до своїх коренів, еміграції й умінню знайти будинок в собі. Це рецепт життя й свято любові у всіх її проявах. Це книга, що підкорила серця мільйонів читачів у всьому світі.

## Активізм
Під час повномасштабного російського вторгнення в Україну, яке є частиною російсько-української війни висловила підтримку біженцям з України. Про це вона написала на своїй фейсбук-сторінці.
«Я з розбитим серцем через непотрібну, безглузду катастрофу в Україні. Спустошення, з якими зіштовхуються люди, вражають. Я не можу уявити, який жахливі та небезпечні подорожі зараз здійснюють ті, хто тікає  зі своїх домівок і життів»
Вона також поспівчувала своїм друзям та їхнім родинам в Україні, а також процитувала Агенцію біженців ООН, яке попередила, що невдовзі Європа зіштовхнеться з найбільшою кризою біженців.